# الكسندر واتسون (مؤرخ عسكري)
الكسندر واتسون (بالإنجليزية: Alexander Watson)‏ هو مؤرخ عسكري بريطاني، ولد في 12 يوليو 1979.